# کورت هوبر
کورت هوبر (آلمانی: Kurt Huber; ۲۴ اکتبر ۱۸۹۳ – ۱۳ ژوئیهٔ ۱۹۴۳) یک استاد دانشگاه اهل آلمان بود. وی یکی از فعالان جنبش ضدنازی رز سفید بود که دستگیر و اعدام شد.
وی از پدر و مادری آلمانی در شهر شور سوئیس به دنیا آمد. در اشتوتگارت و سپس مونیخ بزرگ شد. به موسیقی، روانشناسی و فلسفه علاقه‌مند شد و در سال ۱۹۲۶ استاد روانشناسی و موسیقی در دانشگاه لودویگ ماکسیمیلیان مونیخ شد.
وی از مخالفان نازی‌ها به‌شمار می‌آمد و خواستار حذف آنان از قدرت بود. وی در جریان سخنرانی‌های خود در دانشگاه‌ها با دو تن از اعضای جنبش رز سفید به نام الکساندر شومورل و هانس شول آشنا شد.

## دستگیری و اعدام
گشتاپو فعالیت‌های سیاسی هوبر را زیر نظر گرفت و در ۲۷ فوریه ۱۹۴۳ وی را دستگیر کرد. همسر هوبر از کارل ارف آهنگساز مشهور آلمانی و دوست هوبر درخواست کرد تا از نفوذ خود استفاده کرده و برای شوهرش کاری بکند. اما ارف اینگونه پاسخ داد که حتی اگر دوستی بین آن دو آشکار شود وی نابود خواهد شد. همسر هوبر نیز دیگر ارف را ندید.
وی در ۱۹ آوریل به دادگاه برده شد و در یک دادگاه نمایشی به ریاست قاضی بدنام رولاند فرایسلر به اعدام محکوم شد.
وی سرانجام در ۱۳ ژوئیه ۱۹۴۳ در زندان اشتادلهایم مونیخ با گیوتین اعدام شد.